# 오버거펠 대 호지스 사건

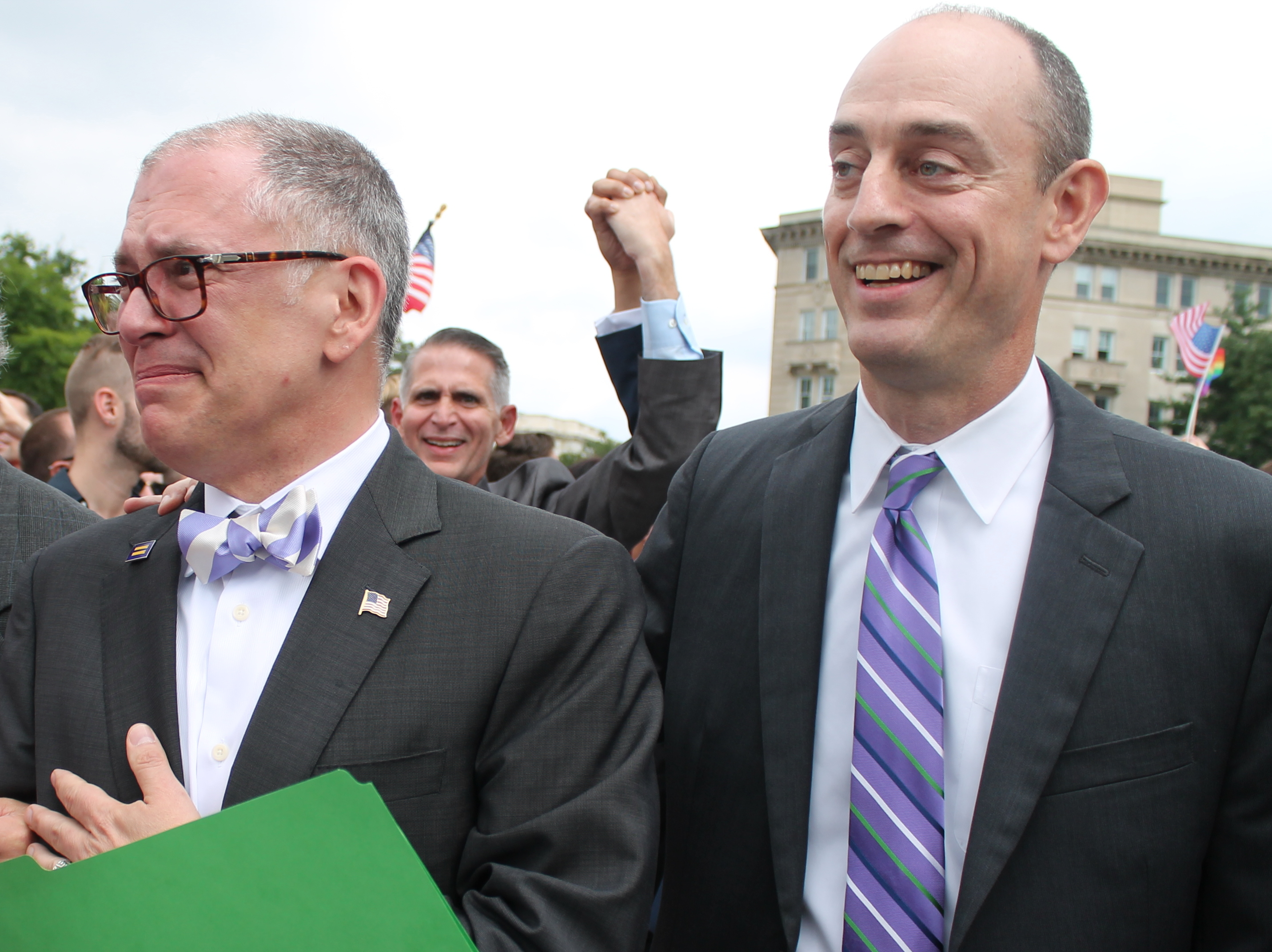

오버거펠 대 호지스 사건(Obergefell v. Hodges)은 미국의 동성결혼이 미국 수정 헌법 제14조에 따른 기본권에 속하는지에 대한 미국 연방 대법원 랜드마크 판례이다. 제임스 오버거펠은 미국의 모든 주에서 동성결혼을 인정해야 하며, 다른 주에서 동성결혼을 한 사람에 대해서 미국의 모든 주가 이를 인정해야 한다고 주장했다.
2015년 6월 26일, 이 사건은 다른 동성결혼을 금지하는 주 법에 이의를 제기한 탕소 대 해슬램 사건(테네시주), 데보르 대 신더 사건(미시간주), 보르케 데 베슬러 사건(켄터키주)과 묶어서 통합적으로 진행되었다. 법원은 이 4개 사건을 오버거펠 대 호지스 사건으로 통합했으며, 2015년 4월 28일 구두계약을 했다. 이 소송은 이전에 "오버거펠 대 빌미슬로 사건"(Obergefell v. Wymyslo), "오버거펠 대 히메스 사건"(Obergefell v. Himes)이라는 이름이 붙여지기도 했었다.
2015년 6월 26일, 미국 연방 대법원은 "수정헌법 14조에 따라, 두 사람의 동성결혼은 합법이며, 동성결혼이 합법이었던 다른 주에서 동성결혼을 한 사람은 모든 주에도 인정해야 한다"라고 발표했다.

## 같이 보기
- 러빙 대 버지니아 사건 (1967년)
- 보워 대 하드윅 사건 (1986년)
- 결혼 방어권법 (1996년)
- 로머 대 에반스 사건 (1996년)
- 로렌스 대 텍사스 사건 (2003년)
- 미국 대 윈드소르 사건 (2013년)
- 미국의 LGBT 권리
- 미국의 동성결혼